# روبي ريان
روبي ريان (بالإنجليزية: Robbie Ryan)‏ (16 مايو 1977 بدبلن في جمهورية أيرلندا - ) هو لاعب كرة قدم أيرلندي في مركز الدفاع. شارك مع منتخب جمهورية أيرلندا تحت 21 سنة لكرة القدم. أما مع النوادي، فقد لعب مع نادي بريستول روفيرز ونادي ميلوول وهدرسفيلد تاون ونادي فيشر أثليتيك وAshford Town (Middlesex) F.C. ‏ وCroydon Athletic F.C. ‏ وويلينج يونايتد.

## وصلات خارجية
- روبي ريان على موقع قاعدة بيانات كرة القدم.إي يو (الإنجليزية)
- روبي ريان على موقع Soccerbase.com (لاعب) (الإنجليزية)
- روبي ريان على موقع Soccerway.com (الإنجليزية)
- روبي ريان على موقع عالم كرة القدم.نت (الإنجليزية)